# 1289
1289 (MCCLXXXIX) var ett normalår som började en lördag i den julianska kalendern.

## Händelser

### Juni
- 12 juni – Katarina Svantepolksdotter vigs till abbedissa i Vreta kloster
- 13 juni – Vreta klosters kyrka återinvigs efter en brand, i närvaro av biskop Bengt.

### Okänt datum
- Kung Magnus Ladulås håller stora festligheter i Stockholm, varvid hans son Birger Magnusson samt ett 40-tal andra män slås till riddare, vilket är de första kända riddardubbningarna i Sveriges historia.
- Vid ärkebiskop Magnus Bossons död utses Johan till ny svensk ärkebiskop.

## Födda
- 4 oktober – Ludvig X, kung av Frankrike 1314–1316.
- Elizabeth de Burgh, drottning av Skottland 1306–1327 (gift med Robert I) (född omkring detta år)

## Avlidna
- 29 januari – Jens Dros, dansk ärkebiskop sedan 1280.
- 15 juni – Magnus Bosson, svensk ärkebiskop sedan 1285.
- Petrus de Dacia, svensk dominikanermunk och teolog.